# Остророг
Остророг (пол. Ostroróg) — польский графский род герба «Наленч», герба «Сулима», герба «Лис», герба «Трубы», герба «Окша», герба «Короб», герба «Леварт», герба «Одровонж» с общим девизом: «Contentus sue vere sorte», происходящий из Великой Польши и уже в XIII веке писавшийся «Comes de Ostrorog» (графы Остророга).
С XIV до середины XVII века один Остророг был епископом, шестеро — воеводами, одиннадцать — каштелянами. Доброгост из Остророгов в 1226 году был воеводой познанским. Ян Остророг (1436—1501) также был познанским воеводой (с 1500), но более известен созданием труда «Мемориал об устройстве Речи Посполитой», в котором выступал в пользу усиления королевской власти. Николай Остророг (1593—1651) был региментарем войск в войне против казаков (1648) и оставил записки («Dyaryusz»). 
Грамотой императора Иосифа II Адам, Мартин, Александр и Андрей Остророги возведены в графское достоинство (1783), признанное в России (1844).
Род внесён в родословные книги дворян Царства Польского. 
Род по мужской линии угас. 
Высочайше утверждённым 22 декабря 1903 года мнением Государственного совета усыновлённому графом Леопольдом-Владиславом Остророгом, родственнику его, потомственному дворянину Антону-Владиславу-Игнатию Вольскому-Остророгу дозволено принять титул и герб графов Остророгов и именоваться впредь графом Остророгом-Вольским, с ограничениями установленные в статьях 9-11 Т. IX. издания (1899).  

## Некоторые известные представители
- Доброгост из Остророгов — воевода познанский (1226).
- Сендзивой Остророг (ок. 1375 — 1441) — воевода познанский (1406—1441)
- Станислав Остророг (ок. 1400 — 1477) — воевода познанский (1475—1477)
- Ян Остророг (1436—1501) — польский государственный деятель и писатель, воевода познанский (1500—1501)
- Николай Остророг (1593—1651) — один из командующих польской армии во время войны против Богдана Хмельницкого, мемуарист.